# Ієрархічна структура
Ієрархічна структура — множина будь-чого, частково упорядкована так, що існує тільки один елемент цієї множини, який не має попереднього, а всі інші елементи мають тільки один попередній; багаторівнева форма організації об'єктів з чіткою приналежністю об'єктів нижнього рівня певному об'єкту верхнього рівня. Графічно представляється у вигляді дерева.

## Сфери використання
- У науці, як метод класифікації (наприклад, класифікація біологічних видів, окремі типи бібліотечних класифікацій), відповідає загальним і частковим ознакам. Часто цей метод класифікації пов'язаний з генезисом.
- У соціальних інститутах, відповідає принципу підпорядкованості нижніх рівнів верхнім.
- При проектуванні та експлуатації технічних об'єктів, відповідає «деталюванню» розбиття великих об'єктів на дрібніші.
- У плануванні, як метод деталізації планів.
- У програмуванні, як метод породження від загального предка об'єктів, що мають більш деталізовані ознаки.